# Pieno žvaigždės
Pieno žvaigždės (Пе́но жва́йгждес; «Молочные звёзды») — литовская компания, производящая молочную продукцию, ориентированная в основном на экспорт. Главный офис компании располагается в Вильнюсе. Президент компании — Александр Смагин.
Образована в 1998 году путём слияния нескольких специализированных предприятий по переработке молока.
В состав компании входят: «Каунасское молоко», «Паневежское молоко», «Мажейкяйский молокозавод», «Сыроварня Пасвалё».
Известные торговые марки: сыры, масло и др. молочная продукция «Сваля» (Svalia); сыры и молоко/кефир «Дваро» (Dvaro), сыры «Балтия» (Baltija), «Гильдия» (Gildija) и др.,
йогурты «Smilga» (Смилга),
мороженое Nykštukas (Никштукас).

## Деятельность
Каждый день перерабатывается порядка 1000 тонн молока.
Компания экспортирует более 54 % своей продукции. Поставки продукции в страны Балтии, СНГ (в том числе Россия, в основном Северо-западный регион, до вступления в силу российских контрсанкций в отношении молочных продуктов из стран Евросоюза), ЕС, Японию и США.
В 2005 г. оборот компании составил 446 млн литов.
В 2011 г. продажи составили 203 млн евро.